# Batalla de Pedregal
La Batalla de Pedregal fue un enfrentamiento militar librado el 14 de noviembre de 1810, en el contexto de las primeras etapas de la Guerra de Independencia de Venezuela, durante la Campaña de Coro, entre las fuerzas expedicionarias de la Junta Suprema de Caracas y las leales a la Regencia de España.

## Historia
El 1 de noviembre de 1810, el ejército expedicionario de Caracas, mandado por el marqués y general de brigada Francisco Rodríguez del Toro, estaba en Siquisique, donde se enteraron de que había tropas enemigas en su camino. El marqués decidió organizarlo en cuatro cuerpos: la «Descubierta», formada por el Estado Mayor, un destacamento de lanceros montados y una partida de guerrilleros a pie; la vanguardia, al mando del coronel Luis Santinelli y formada por 1.200 hombres; el centro, dirigido por el teniente coronel Miguel Ustáriz y formado por 1.400 soldados; y la retaguardia, mandada por el teniente coronel Luis Montilla, que incluía 1.600 infantes, jinetes y la artillería al mando del capitán Diego Jalón.
Se ordenó a los cuerpos de Ustáriz y Santinelli explorar las rutas a seguir. El primero, por la que pasaba por Aguanegra y Taratara a San Luis; y el segundo, por Algodones y Purureche a Pedregal. Este último dividió la vanguardia en dos columnas al mando de los tenientes coroneles Leandro Palacios y Juan Paz del Castillo. El marqués decidió seguir a la ruta a Pedregal. Santinelli envió un destacamento a cargo del capitán Adrián Blanco a ocupar Cururupare, mientras él mismo atacaba Pedregal el 11 de noviembre.
En la mañana del día 13, apareció el capitán general y brigadier Fernando Miyares con 700 soldados de Maracaibo. El 14 de noviembre Santinelli decidió atacar en tres columnas antes que el capitán general pudiera tomar posiciones. Después de una hora, Miyares se retira hacia Coro abandonando su bagaje. El coronel lo persigue y le vuelve a enfrentar al día siguiente en Aribanaches.